# Hitman: Blood Money
Hitman: Blood Money er et third-person shooter spil udviklet af danske IO Interactive og udgivet af Eidos Interactive. Der er det fjerde spil i Hitman serien og blev udgivet 26. maj 2006 i Europa og 30. maj 2006 i USA. Spillet findes til PlayStation 2, PlayStation 3, Xbox, Xbox 360 og Microsoft Windows.
Historien følger den skaldede lejemorder Agent 47 igennem de 13 missioner. Musikken i spillet er komponeret af Jesper Kyd.
En fortsættelse, Hitman: Absolution, er blevet annonceret af IO Interactive.

## Gameplay
I Hitman: Blood Money skal hovedpersonen, Agent 47, dræbe karakterer for at fuldføre missioner. Bevæbnede vagter, sikkerhedskontrol steder, vidner og andre hindringer som forsøger at forhindre Agent 47's succes. Spilleren bevæger Agent 47 gennem spillets niveauer fra et thirdperson perspektiv. Et kort, der viser hvert topografisk område og placeringen af mål og andre interesse punkter, hjælper spilleren. For at afslutte sin mission bruger Agent 47 flere metoder til at eliminere mål(ene), uanset vidner eller vold mod tilskuere. Blood Money straffer spillere for at lave for meget støj eller for at være for voldelige.
Nye funktioner introduceret i Blood Money inkluderede evnen til at klatre over forhindringer, forbedret ubevæbnet kamp, brugen af non-player characters (NPC) som skjolde, evnen til at bortskaffe lig og bevidstløse personer, forbedret karakteranimationer, en ny spilmotor og evnen at opgradere våben og udstyr. Syv af de fremhævede våben i spillet såvel som forskellige udstyrsstykker kan opgraderes.
Hver mission i Blood Money indeholder en metode til at få målets død til at se ud som en ulykke, såsom at manipulere med en grill for at få den til at eksplodere når den tændes, ødelægge en lysekrone til at falde på et mål eller skubbe et mål ud over en balkon. Agent 47 kan bruge improvisere våben til at færdiggøre missioner såsom sømpistoler, legetøjsluftrifler, knive, skruetrækkere, stiletter, sukkerrør, brandslukkere, hamre og hækklippere.
Blood Money introducerede et notoritetssystem, der stiger og falder baseret på Agent 47's succes. Jo højere Agent 47's berygtethed, jo lettere er det for NPC'er at identificere ham. Hvis Agent 47 bliver fanget på kamera overvågning eller vidner ser at et mord bliver begået, vil karakterens berygtethed stige. Hvis spilleren færdiggøre missionen uden at skabe støj og uden vold, så vil Agent 47 blive mindre berygtet.

## Missioner

### Death of a Showman
På en forlystelsespark, et sted i USA, river hjulet på et pariserhjul sig løs og falder ned. Mange blev kvæstede og nogle døde. Forlystelsesparken bliver sagsøgt og lukkes, men ejeren af forlystelsesparken, Joseph Clarence, bliver frifundet. Joseph Clarence går bankerot og ender med at lave en aftale med nogle narko pushere. Pusherne sælger narko i hans lukkede forlystelsespark og han skal have 50% af indtjeningen. Pusherne vil ikke betale Clarence og han kan ikke komme af med dem.
En far som mistede sin søn i ulykken er ikke tilfreds med dommen. Han beslutter sig for at få hævn på en anden måde. Han ringer til ICA (International Contract Agency) og sætter en pris på Clarences hoved. ICA sender Agent 47.

### A Vintage Year
På en vingård i Chile bor narkobossen Fernando Delgardo. Vingården er i virkeligheden et skalkeskjul for et kokainlaboratorie som ligger skjult i vinkælderen. Fernandos søn Manuel Delgardo kommer hjem fra et møde om en stor narkohandel. ICA sætter Agent 47 til at myrde Fernando Delgardo. Det er uvist hvilke årsager der er bag hyringen, men for at få det til at ligne et angreb på narkoforretningen skal Manuel Delgardo også myrdes.

### Curtains Down
Agent 47 får til opgave at dræbe den eminente operaskuespiller Alvaro D´Alvade og en amerikansk ambassadør, Richard Delahunt. Missionen foregår i et teater i Paris.

### Flatline
Agent 47 får til opgave at befri Agent Smith, en allieret agent, der bliver holdt fanget på en psykiatrisk klinik i det nordlige Californien i USA. Han skal samtidig myrde tre medlemmer af mafiaen : Carmine DeSalvo, Lorenzo Lombardo og Rudy Menzana.

### A New Life
Agent 47 har til opgave at dræbe Vinnie "Slugger" Sinistra, en tidligere cubansk forbryderkonge. Han skal samtidig stjæle en mikrofilm, som ligger skjult i Vinnies kones halskæde. Missionen foregår i det sydlige Californien i USA.

### The Murder of Crows
Agent 47 er tildelt opgaven at dræbe Mark Purayah II, Angelina Mason og Raymond Kulinsky, alle medlemmer af The Crows, en rivaliserende organisation til International Contract Agency (ICA). Han skal samtidig beskytte en politiker og skaffe en kuffert med diamanter.
Missionen foregår i New Orleans, Louisiana i USA.

### You Better Watch Out...
Agent 47 er tildelt opgaven at dræbe Lorne de Havilland og Chad Bingham Jr., søn af Bingham. Missionen foregår oppe på Rocky Mountains i USA.

### Death on the Mississippi
Agent 47 har fået til opgave at eliminere seks medlemmer af Gator Gang, et lægemiddelsdistributions gruppe, og bandens leder, Skip Muldoon.
Missionen foregår i Mississippi i USA.

### Till Death Do Us Part
Agent 47 er hyret til at dræbe brudens far, John LeBlanc, brudgommen Buddy Muldoon, samt beskytte bruden Margeaux LeBlanc. Missionen foregår i Mississippi i USA.

### A House of Cards
Agent 47 har fået tildelt opgaven at dræbe Hendrik Schmutz, en hvid racist, Mohammad Bin Faisal Al-Khalifa, Chief Executive Officer hos APIX International og Tariq Abdul Lateef, Mohammads videnskabsmand. Missionen foregår i Las Vegas.

### A Dance With the Devil
Agent 47 er hyret til at dræbe en korrupt CIA-agent ved navn Anthony Martinez, der er involveret i våbenhandel og hans kæreste Vaana Ketlyn. Missionen foregår i Las Vegas.

### Amendment XXV
Agent 47 har til opgave at myrde den amerikanske vicepræsident Daniel Morris, der arbejder med den berygtede morder Mark Parchezzi III, som har et særligt kendskab til 47. Han skal også myrdes. Missionen foregår i Det Hvide hus i Washington D.C. i USA.

### Requiem
Agent 47 vågner op fra døden og skal dræbe Alexander Leland Cayne, Rick Henderson samt alle vidner. Den sidste mission i Hitman: Blood Money foregår i Washington i USA.

## Historie
Spillets hovedperson, Agent 47, arbejder som lejemorder for det tophemmelige bureau 'ICA', (International Contract Agency). Alle missioner i spillet går ud på at snigmyrde et eller flere ofre uden at skabe for meget opmærksomhed. Agent 47 får sine informationer fra 'Diana', en person der aldrig ses men udelukkende høres under briefingen til hver mission. I starten forløber alting planmæssigt for agent 47, men som spillet skrider frem, bliver flere af hans kollegaer dræbt og hen imod slutningen viser det sig at han ufrivilligt har andel i et større komplot.
Til sidst mødes Agent 47 og Diana, og mod alle forventninger forråder Diana ham ved at stikke en sprøjte i nakken på ham. Han falder om, tilsyneladende død.
Den sidste mission foregår til Agent 47's begravelse. Han ligger på 'lit de parade', (når en afdød stilles til skue før en begravelse), og som en sidste ære lægger Diana hans to 'Silverballers' på hans bryst, hvorefter hun kysser ham. Inden da har hun smurt en suspekt udseende læbestift på sine læber. Spillets rulletekster kører, og man skulle umiddelbart tro at spillet var slut. Spilleren kan dog, ved at trykke på piletasterne på keyboardet, (eller ved at rotere den analog stick på sit joypad), aktivere en hjerterytme, og snart er Agent 47 oppe og i gang med spillets sidste mission.
Efter spillets sidste mission ses Agent 47 på et kinesisk bordel. Det antydes at han er i gang med et nyt projekt, der intet har med ICA at gøre.

## Soundtrack
Komponeret af Jesper Kyd, blev frigivet den 30. maj 2006 af Sumthing Else og Eidos. Partituren blev udført med Budapest symfoniorkester og det ungarske radiokor.

Soundtracket blev nomineret til det bedste videospilscore ved MTV Video Music Awards i 2006 men tabte til The Elder Scrolls IV: Oblivion. Det modtog prisen "Xbox Game of the Year-Best Original Score" fra IGN.
| Nr. | Titel                               | Længde |
| --- | ----------------------------------- | ------ |
| 1.  | "Apocalypse"                        | 4:33   |
| 2.  | "Secret Invasion"                   | 5:06   |
| 3.  | "Before the Storm"                  | 2:40   |
| 4.  | "47 Attacks"                        | 2:12   |
| 5.  | "Hunter"                            | 6:21   |
| 6.  | "Action in Paris"                   | 3:10   |
| 7.  | "Amb Zone"                          | 3:56   |
| 8.  | "Night Time In New Orleans"         | 3:17   |
| 9.  | "Vegas"                             | 6:28   |
| 10. | "Club Heaven"                       | 5:52   |
| 11. | "Invasion on the Mississippi River" | 4:15   |
| 12. | "Rocky Mountains"                   | 2:41   |
| 13. | "Day Light in New Orleans"          | 4:43   |
| 14. | "Trouble in Vegas"                  | 3:35   |
| 15. | "Funeral"                           | 2:47   |
| 16. | "Main Title"                        | 3:05   |